# Du sang dans le soleil (film, 1945)
Pour les articles homonymes, voir Du sang dans le soleil.
Pour plus de détails, voir Fiche technique et Distribution.
Du sang dans le soleil (Blood on the Sun) est un film d'espionnage américain réalisé par Frank Lloyd, sorti en 1945.

## Synopsis
En 1929 au Japon, à Tōkyō, le journaliste Nick Condon publie dans le Tokyo Chronicle (dirigé par Arthur Bickett) un article révélant l'existence du Mémorandum Tanaka, élaboré par le premier ministre Tanaka Giichi et mettant en avant la politique expansionniste du pays. Quelque temps après, un ami journaliste qui s'était emparé d'un memorandum confirmant ce plan, 'Ollie' Miller, est assassiné avec sa femme 'Eddie', par les soins de la police secrète, dirigée par le colonel Tojo. Celui-ci utilise bientôt les services d'Iris Hilliard, afin de séduire Condon, pour récupérer le document détenu par lui, du moins à ce que croit Tojo. En réalité, la jeune femme, à moitié chinoise, n'adhère pas à l'idéologie de Tanaka, et s'est donc emparée du plan, ce dont elle fait part à Condon.

## Fiche technique
- Titre : Du sang dans le soleil
- Titre original : Blood on the Sun
- Réalisateur : Frank Lloyd
- Scénario : Lester Cole, assisté de Nathaniel Curtis, d'après une histoire de Garrett Fort, basée sur une idée de Frank Melford
- Directeur de la photographie : Theodor Sparkuhl
- Musique : Miklós Rózsa
- Directeur artistique : Wiard Ihnen
- Décors de plateau : A. Roland Fields
- Montage : Truman K. Wood et Walter Hannemann
- Costumes : Michael Woulfe et Robert Martien
- Producteur : William Cagney, pour Cagney Productions, Inc.
- Société de distribution : United Artists
- Langue : anglais
- Genre : Drame
- Format : Noir et blanc
- Durée : 94 minutes
- Dates de sortie : 
  - États-Unis : 26 avril 1945
  - France : 25 septembre 1946

## Distribution
- James Cagney : Nick Condon
- Sylvia Sidney : Iris Hilliard
- Porter Hall : Arthur Bickett
- John Emery : Le premier ministre Giichi Tanaka
- Robert Armstrong : Le colonel Hideki Tojo
- Wallace Ford : Oliver 'Ollie' Miller
- Rosemary DeCamp : Edith 'Eddie' Miller
- John Halloran : Le capitaine Oshima
- Leonard Strong : Hijikata
- James Bell : Charles 'Charley' Sprague
- Marvin Miller : Yamada
- Rhys Williams : Joseph Cassell
- Frank Puglia : Le prince Tatsugi

Acteurs non crédités
- Philip Ahn : Le capitaine Yomamoto
- Hugh Beaumont : Johnny Clarke
- Hugh Ho Chang : Le major Kajioka
- Joseph Kim : Hayoshi
- Grace Lem : Amah
- Arthur Loft : Journaliste américain
- Emmett Vogan : Johnson, journaliste américain

## Récompense
- Oscar des meilleurs décors, catégorie noir et blanc, décerné en 1946 à Wiard Ihnen et A. Roland Fields.

## Autour du film
- Un clin d’œil autobiographique apparaît dans le film lorsque le personnage de Nick Condon interprété par James Cagney précise ses origines irlandaises et  norvégiennes, origines qui sont également celles de l'acteur.
- Dans le générique du film en V.O. la date de réalisation est MCMLXV  soit 1965 !